# Leonard Ödesson (Örnfot)
Leonard Ödesson (Örnfot) (förnamnet även skrivet Lennart och Lidinvard), död tidigast 1310. I Seraphimer Ordens historia av Gustaf Wilhelm af Tibell nämns Örnfot som väpnare 1291 och som riddare 1307, samt som svenskt riksråd och riksdrots, utan angiven tidsperiod.
Han var son till Öde, stamfadern för ätten Örnfot och gift med Margareta Kristinadotter en dotterdotter till Birger Jarl 
Han nämns som lagman 21 januari 1291  och som lagman i Närkes lagsaga åtminstone 1303-1305. 